# Louis Amand Deronzières
Louis Amand Deronzières est un homme politique français né le 8 juin 1751 à Blois et mort le 24 mai 1832 à Paris.

## Biographie
Juge au tribunal du district de Janville, il est élu suppléant à la Convention nationale et appelé à siéger comme député d'Eure-et-Loir le 22 fructidor an II (8 septembre 1794) en remplacement de Delacroix, condamné à mort.

## Sources
- « Louis Amand Deronzières », dans Adolphe Robert et Gaston Cougny, Dictionnaire des parlementaires français, Edgar Bourloton, 1889-1891 [détail de l’édition]